# Barlaam de Pechersk

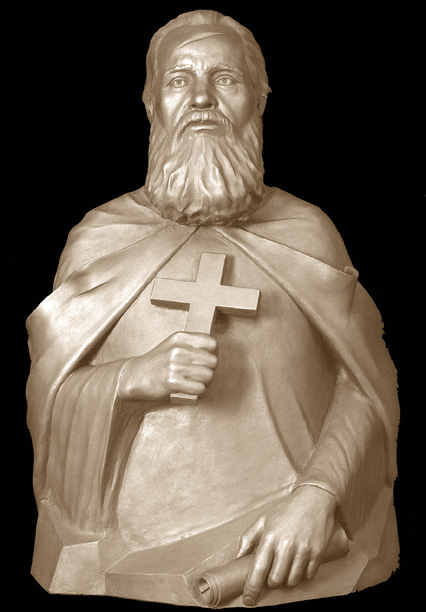
Reconstrucción forense del rostro por S. A. Nikitin.

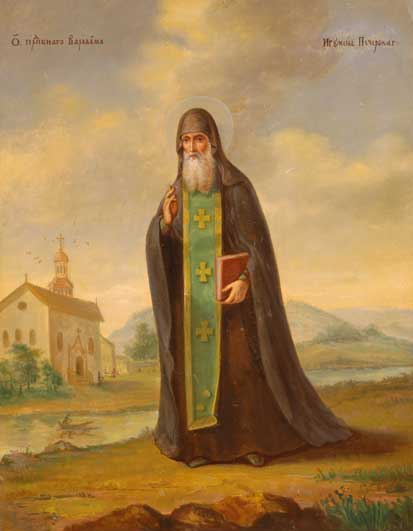
San Barlaam de las Cuevas de Kiev.

Barlaam de Pechersk o Barlaam de Kiev (en ucraniano: Варлаам Печерський; transliterado: Varlaam Pecherskyi; fallecido en 1065 en Volinia) fue un monje cristiano, el primer abad del monasterio de las Cuevas de Kiev designado por Antonio de Pechersk, con quien trabajó estrechamente. Es venerado como santo de la iglesia ortodoxa Rusa, que lo recuerda el 19 de noviembre.

## Biografía
Nacido en una familia perteneciente a la nobleza boyarda de Kiev. Su padre era Ivan (Jan) Vyshatych, týsiatski de Kiev (líder militar de la ciudad) y el abuelo y bisabuelo habían sido voivodas. En casa de sus padres, Barlaam recibió una buena educación cristiana y se distinguió desde su juventud por su pureza mental. Al visitar a Antonio de Pechersk, quedó fascinado por la tranquila vida piadosa de los ascetas de Kiev-Pechersk y decidió cambiar el hogar por una cueva. Reveló su pensamiento secreto a Antonio, pero él, que aprobó las buenas intenciones del joven, observó cómo la gloria de este mundo no lo alejaría del monacato. Se unió al nuevo monasterio que se estaba formando cerca de Kiev en torno a la figura carismática de Antonio, que lo aceptó entre sus seguidores y lo hizo ordenar por su propio hijo espiritual y sacerdote, Nikon.
Ivan, opuesto a la elección de su hijo, intentó dos veces atraerlo al hogar, lamentando su pérdida ante el Gran Príncipe Iziaslav I de Kiev. Este último, que ya estaba en fuerte desacuerdo con el monasterio por la ordenación del boyardo y noble de la corte Efraín de Pechersk, lo apoyó en sus pretensiones pero no pudo obtener la vuelta de Barlaam debido a la fuerte oposición de Nikon y al gesto de Antonio el cual, creyendo que así podría apaciguar los espíritus, se exilió.
Néstor de Pechersk, en su Vida de San Antonio, a quien debemos los principales datos de la vida de Barlaam, narra que la princesa María Casimirovna resolvió el conflicto logrando apaciguar la ira de su marido y permitiendo así que Efraín y el joven Barlaam se dedicaran a la vida monástica. Una vez ampliado el monasterio, Antonio nombró a Barlaam hegúmeno y se refugió en una cueva donde pasó el resto de su vida en soledad y oración.
Barlaam se convirtió en el primer abad del Monasterio de Kiev-Pechersk. Cuando el número de hermanos llegó a 20, Barlaam comenzó a notar que la iglesia de la cueva era demasiado pequeña y no podía acomodar a todos los monjes. En 1058, Barlaam construyó una iglesia de madera sobre la cueva en honor a la Ascensión de la Virgen. Convencido por el príncipe Iziaslav, unos años más tarde dejó la Lavra para dirigir el nuevo monasterio de la ciudad, que llevaba el nombre de san Demetrio.
Barlaam peregrinó dos veces a Tierra Santa y, poco después de su regreso del segundo viaje, murió en Volinia (Volodymyr), en el camino que debería haberlo llevado al monasterio de la Montaña Sagrada de Vladímir. Fue enterrado en las Cuevas Cercanas del monasterio de la cueva, donde aún se encuentran sus restos.